# Adam Kowalczyk (hodowca koni)
Adam Kowalczyk – polski hodowca koni zimnokrwistych, od sierpnia 2020 do lipca 2021 prezes Polskiego Związku Hodowców Koni.

## Życiorys
Jako hodowca związany jest z Mazowszem. Od początku XXI wieku jest czynnym członkiem Wojewódzkiego Związku Hodowców Koni w Warszawie, którego był kilkakrotnie prezesem. Jest aktywnym działaczem komisji Funduszu Promocji Mięsa Końskiego. W sierpniu 2020 został wybrany prezesem Polskiego Związku Hodowców Koni. 18 czerwca 2021 roku Zarząd Polskiego Związku Hodowców Koni podjął bezprecedensową uchwałę o zawieszeniu w pełnieniu swoich obowiązków przez Adama Kowalczyka w charakterze prezesa PZHK. W lipcu 2021, XXXII Nadzwyczajny Walny Zjazd Delegatów Polskiego Związku Hodowców Koni odwołał go z funkcji prezesa. Jego następcą został dr Władysław Antoni Brejta.